# 阿納托利·卡爾波夫
阿納托利·叶夫根尼耶维奇·卡爾波夫（羅馬化：Anatoliy Yevgen'yevich Karpov；1951年5月23日—），俄羅斯西洋棋大師。
卡爾波夫生涯總共參加3,163場比賽，獲得1,118勝、287敗、1,480場和局。

## 生平
1974年擊敗斯帕斯基等眾多特級大師獲得挑戰西洋棋世界冠軍的權力，不過由於冠軍菲舍爾與國際棋聯針對冠軍賽條件協商未果而選擇放棄世界冠軍頭銜，因此卡爾波夫得以無條件成為冠軍。 
卡爾波夫於1978年西洋棋世界冠軍賽對上科爾奇諾伊，以6:5的比分衛冕冠軍。於1981年科爾奇諾伊再度獲得挑戰冠軍的權利，但卡爾波夫再度以6:2比分擊敗科爾奇諾伊。 
卡爾波夫於1984年西洋棋世界冠軍賽對陣迅速攀升的天才卡斯帕羅夫，起初棋賽開始到第九局時，卡爾波夫已經拿下了4場勝利並距離衛冕只差2勝，在經過漫長的17場和局後卡爾波夫再度取得一勝。然和了4局之後，卡斯帕羅夫終於取得一勝，經過14局和棋後卡斯帕羅斯連取2分，眼看情勢似乎不利於疲憊的卡爾波夫之時，國際棋聯以雙方健康因素終止了此屆冠軍賽，因此卡爾波夫得以保持頭銜。此賽局共下出了驚人的40局和棋。 
1985年西洋棋世界冠軍賽再度對上卡斯帕羅夫，此次賽制改變了先前先得6分者勝的制度，調整成先取得12.5分者勝的賽制。卡爾波夫以11:13落敗並失去冠軍頭銜。
1986年、1987年、1990年卡爾波夫分別挑戰卡斯帕羅夫，均未果，值得一提的是1987年的冠軍賽卡斯帕羅夫贏得最後一局以12:12保住了他的頭銜，且1986年、1990年卡爾波夫皆以1分之差落敗。 
1993年卡斯帕羅夫帶著他的冠軍離開國際棋聯並與蕭特創立職業棋聯，且與候選資格優勝者蕭特競爭頭銜，國際棋聯因此另行舉辦國際棋聯世界冠軍賽，由蒂曼與卡爾波夫爭奪冠軍，最終卡爾波夫以12.5:8.5獲得冠軍頭銜。
1996年與1998年也成功分別擊敗卡姆斯基與阿南德得以衛冕頭銜。 
1999年國際棋聯Knockout冠軍賽制中，卡爾波夫因抗議其正當性而拒絕參加，並失去了冠軍頭銜。

## 延伸阅读
- Fine, Rueben (1983). The World's Great Chess Games. Dover. ISBN 0-486-24512-8.
- Hurst, Sarah (2002). Curse of Kirsan: Adventures in the Chess Underworld. Russell Enterprises. ISBN 978-1-88869-0-156.
- Károlyi, Tibor; Aplin, Nick. . New in Chess. 2007. ISBN 978-90-5691-202-4.
- Karolyi, Tibor. . Quality Chess. 2011. ISBN 978-1-906552-41-1.
- Karolyi, Tibor. . Quality Chess. 2011. ISBN 978-1-906552-42-8.
- Karpov, Anatoly (2003). Anatoly Karpov's Best Games. Batsford. ISBN 0-7134-7843-8.
- Kasparov, Garry. . Everyman Chess. 2006. ISBN 1-85744-404-3.
- Markland, Peter. . Oxford University Press. 1975. ISBN 978-0-19-217534-2.
- Winter, Edward G., editor (1981).World Chess Champions. Pergamon Press. ISBN 0-08-024094-1.

## 外部連結
- Karpov's official homepage
- Anatoly Karpov （页面存档备份，存于） chess games at 365Chess.com
- 阿納托利·卡爾波夫－在ChessGames.com的棋手檔案
- Anatoly Karpov （页面存档备份，存于） team chess record at Olimpbase.org
- Edward Winter, List of Books About Karpov and Korchnoi （页面存档备份，存于）
- 25 minute video interview with Karpov, OnlineChessLessons.NET, June 19, 2012
- Happy Birthday! Anatoly Karpov turns sixty （页面存档备份，存于）, Chessbase News, May 23, 2011
- "Anatoly Karpov tells all" (2015 interview by Sport Express, translated by ChessBase): part 1 （页面存档备份，存于）, part 2 （页面存档备份，存于）, part 3 （页面存档备份，存于）, part 4 （页面存档备份，存于）